# Scorzoneroides crocea
Scorzoneroides crocea (любочки шафранові = Leontodon croceus) — вид квіткових рослин з родини айстрових (Asteraceae).

## Біоморфологічна характеристика
Це багаторічна рослина 10—30 см. Стебло одне, прямовисне, голе знизу, запушене зверху. Квітки оранжеві. Сім'янки субциліндричні, поздовжньо борознисті, без носика; поверхня тьмяна, коричнева; чубчик 1-рядний. 2n=14. Період цвітіння: липень — серпень.

## Поширення
Вид росте в Європі: Австрія, Болгарія, Румунія, Україна, Словенія, Сербія.
В Україні росте на високогірних луках і на кам'янистих осипах у субальпійському поясі — у Карпатах.